# Viaggio Air
Viaggio Air (Bulgaars: Виаджо Еър) was een Bulgaarse luchtvaartmaatschappij met thuisbasis in Sofia.

## Geschiedenis
Viaggio Air werd opgericht in 2002. Vanaf 2004 werkt ze nauw samen met Hemus Air. In 2007 stopte Viaggio Air met het uitvoeren van vluchten

## Vloot
De vloot van Viaggio Air bestaat uit: (jan. 2007)
- 2 ATR-42-300